# Mark Hallett
Mark Hallett (* 21. November 1947) ist ein US-amerikanischer Künstler, der vor allem für seine Illustrationen von Dinosauriern und anderen prähistorischen Tieren bekannt ist. Er prägte in den 1980er Jahren den Begriff Paläokunst für wissenschaftlich fundierte paläontologische Illustrationen und ist nach wie vor einer der einflussreichsten Vertreter der modernen Dinosaurierdarstellung.

## Leben
Hallett begann seine Karriere am San Diego Natural History Museum und widmet sich seit 1974 der künstlerischen Darstellung prähistorischer Tiere. Seine Werke wurden in einer Reihe von Museen ausgestellt oder in Zeitschriften sowie Büchern veröffentlicht, darunter Life, dem Smithsonian Magazine und National Geographic. Hallett arbeitete als Lehrer, Designer und Artdirector und war auch als Berater für die Filme Jurassic Park und Disneys Dinosaurier tätig. 1986 gingen seine paläontologischen Gemälde auf große Tournee durch die Vereinigten Staaten, das Vereinigte Königreich, Kontinentaleuropa, Japan und Australien und wurden in zahlreichen Museen gezeigt, darunter im American Museum of Natural History und im Smithsonian National Museum of Natural History. Er wurde mit mehreren bedeutenden Preisen ausgezeichnet, darunter im Jahr 2002 der jährlich von der Society of Vertebrate Paleontology verliehene Lanzendorf Paleoart Prize.
Hallett nennt den Maler Charles R. Knight als einen seiner wichtigsten Einflüsse. Er beschreibt seinen Schaffensprozess in der Form, dass er sich zunächst wochenlang auf die Recherche des verfügbaren Materials einschließlich der Originalfossilien vorbereitet, sich mit Paläontologen über wahrscheinliches Verhalten berät und zeitgemäße Äquivalente recherchiert, bevor er mit Skizzen der Anatomie und Szenen für das endgültige Gemälde beginnt.